# Adtranz

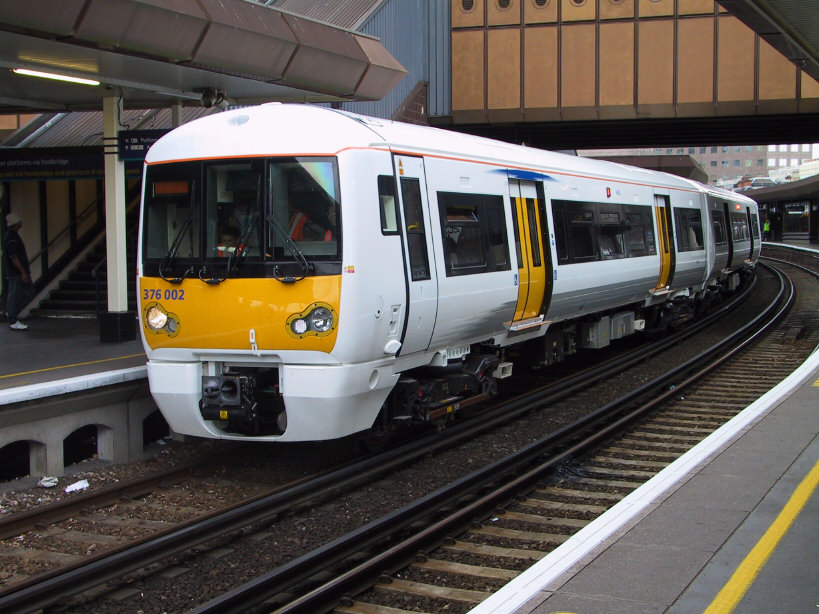
Ett SET train vid London Bridge i London

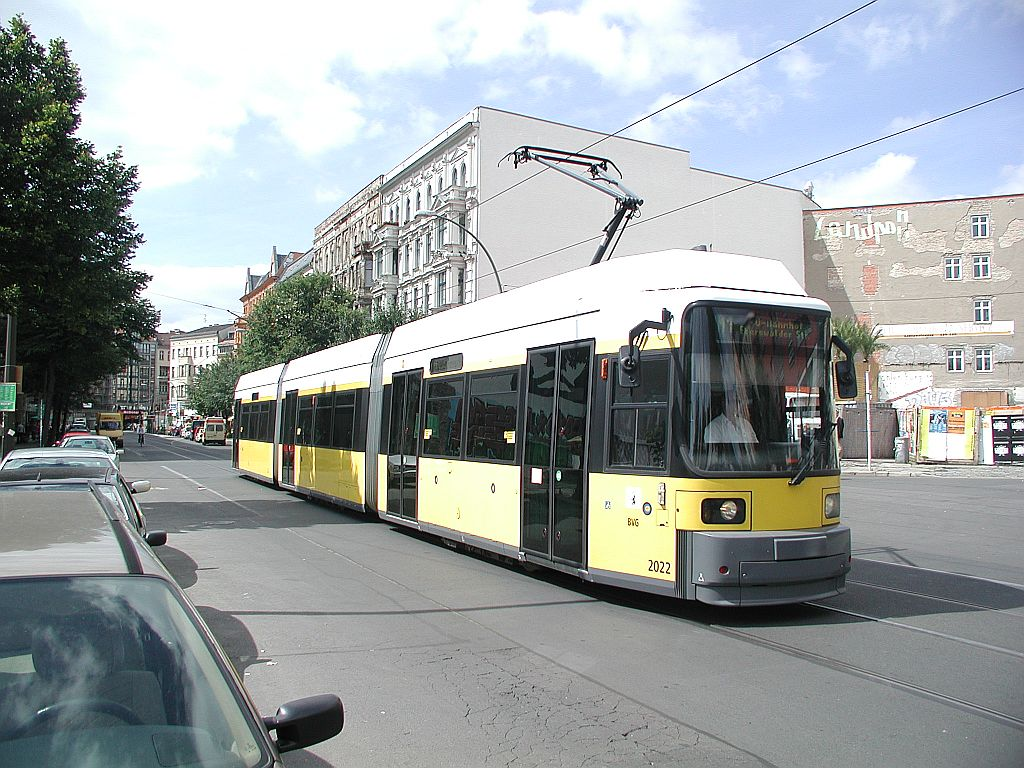
Spårvagn typ GT6N från AEG på Oranienburger Strasse i Berlin

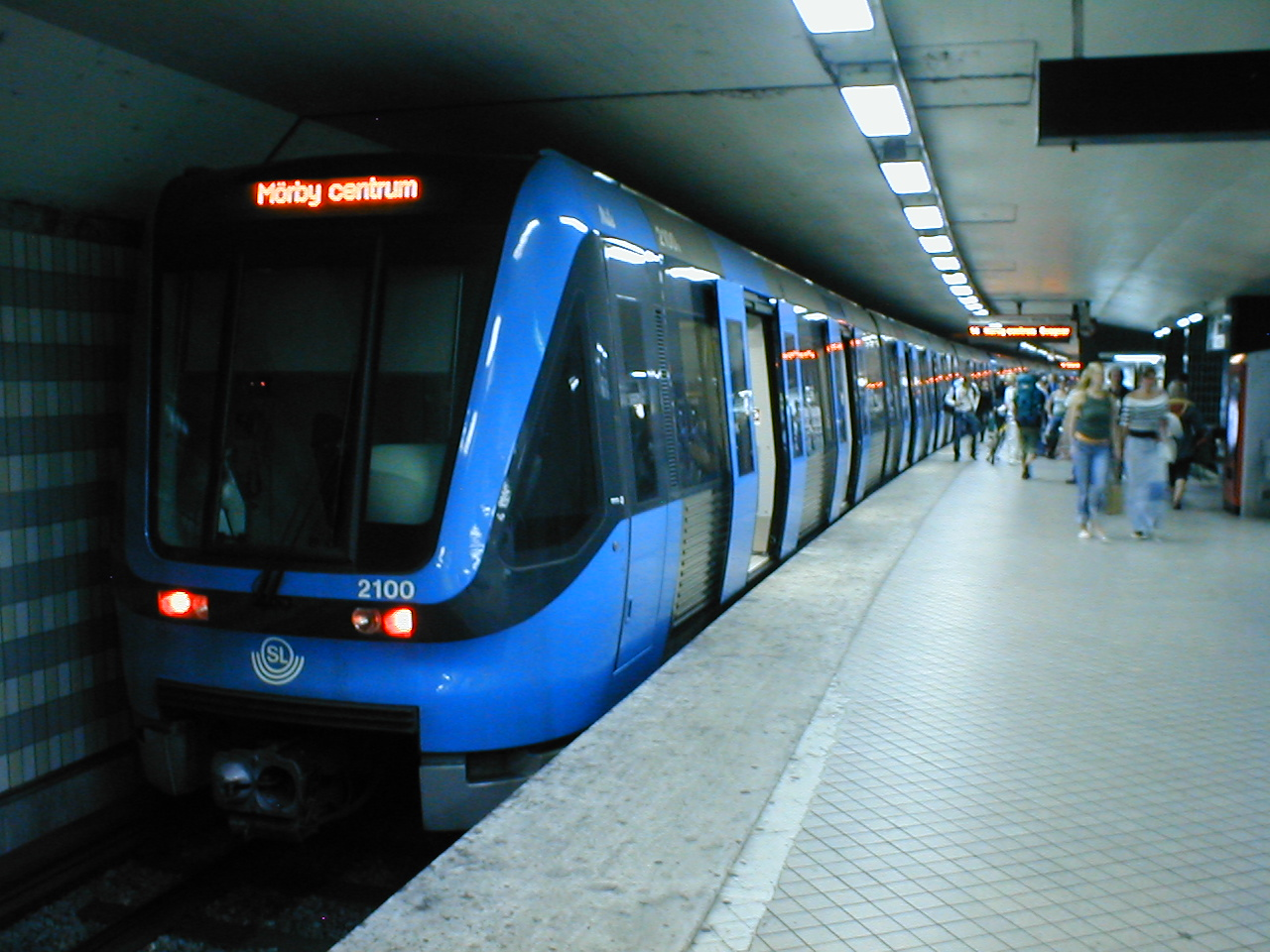
Stockholms tunnelbanevagn typ C20 är byggd av Adtranz.

Adtranz, eller ABB Daimler Benz Transportation, var ett företag inom järnvägsteknik, framför allt tågtillverkning. ABB Daimler Benz Transportation bildades 1996 genom en sammanslagning av ABB Verkehrssysteme och Daimler-Benz enhet AEG med ett stort antal fabriker över hela världen.
ABB Verkehrssysteme var i sin tur bildat av järnvägsteknikdelarna inom Asea, Brown Boveri,  Henschel med flera bolag.
Namnet Adtranz är byggt av initialerna hos ägande företag (A, D) samt ordet "transportation". För att ge en bild av att alla typer av tåg kunde tillverkas, blandades det engelska uttrycket "from A to Z" in. Därav ett "z" på slutet i namnet.
I företagets logo stavades namnet ADtranz, men i löpande text Adtranz.
I Sverige fanns en enhet i Västerås som tillverkade elektrisk drivutrustning, som fortfarande är aktiv inom Alstom. Vidare fanns tillverkning av kompletta tåg i Kalmar hos Kalmar Verkstad samt tillverkning av boggier i Helsingborg, som upphörde 1997. 
I Stockholm och Hässleholm fanns en enhet för utveckling och produktion av signalsystem med sitt ursprung i Ericsson. Den finns kvar inom Alstom som enheten Digital and Information Services (D&IS).
År 1999 köpte Daimler-Chrysler ut ABB ur Adtranz. I samband därmed bytte företaget namn till DaimlerChrysler Rail Systems. År 2001 köptes Adtranz av Bombardier och blev en del av Bombardier Transportation.
I Sverige tillverkade Adtranz bland annat tågtyperna X2, C20, X31 och X50.